# Pont Napoléon-III
Le pont Napoléon-III est un pont construit sur le Var qui relie Nice à Saint-Laurent-du-Var par la route métropolitaine 6007 (anciennement route nationale 7 puis route départementale 6007).

## Historique
De 1388 à 1860, il constitue la frontière entre le duché de Savoie (devenu ensuite royaume de Sardaigne) et le comté de Provence, annexé en 1481 à la France.
En dehors de quelques occupations françaises du comté de Nice, le pont en restera la frontière jusqu'à 1860, date à laquelle il fut baptisé du nom de Napoléon III, qui réussit à obtenir le comté de Nice de la maison de Savoie.
Le 24 août 1919, l'aviateur Auguste Maïcon est passé à deux reprises sous le pont Napoléon III aux commandes de son Caudron G.3, large de 14 m et haut de 4, alors que l'arche du pont n'en faisait que 6.